# Prnjavor Veliki
Prnjavor Veliki är ett samhälle i Bosnien och Hercegovina.   Det ligger i entiteten Republika Srpska, i den centrala delen av landet, 110 km norr om huvudstaden Sarajevo. Prnjavor Veliki ligger 231 meter över havet och antalet invånare är 101.
Terrängen runt Prnjavor Veliki är platt. Närmaste större samhälle är Doboj, 13,4 km sydost om Prnjavor Veliki. 
Omgivningarna runt Prnjavor Veliki är en mosaik av jordbruksmark och naturlig växtlighet. Runt Prnjavor Veliki är det ganska tätbefolkat, med 67 invånare per kvadratkilometer.